# Кисуфим
Кисуфим е кибуц в Израел, създаден през 1950 г., на запад от Негев, в близост до Ивицата Газа.
Населението му е 233 души (по приблизителна оценка от декември 2017 г.). Основният поминък на населението е селското стопанство – млекопроизводство и отглеждане на цитрусови култури. В миналото в селището се е намирало предприятие за производство на пластмаси за очила.
В близост до кибуца се намира граничният пункт Кусифим между Израел и Ивицата Газа. В миналото той е ползван като основна транспортна артерия между израелските селища в Ивицата и Израел. През този пункт завършва на 12 септември 2005 г. изтеглянето на израелските заселници от Ивицата Газа.